# Gustav Robert Kirchhoff

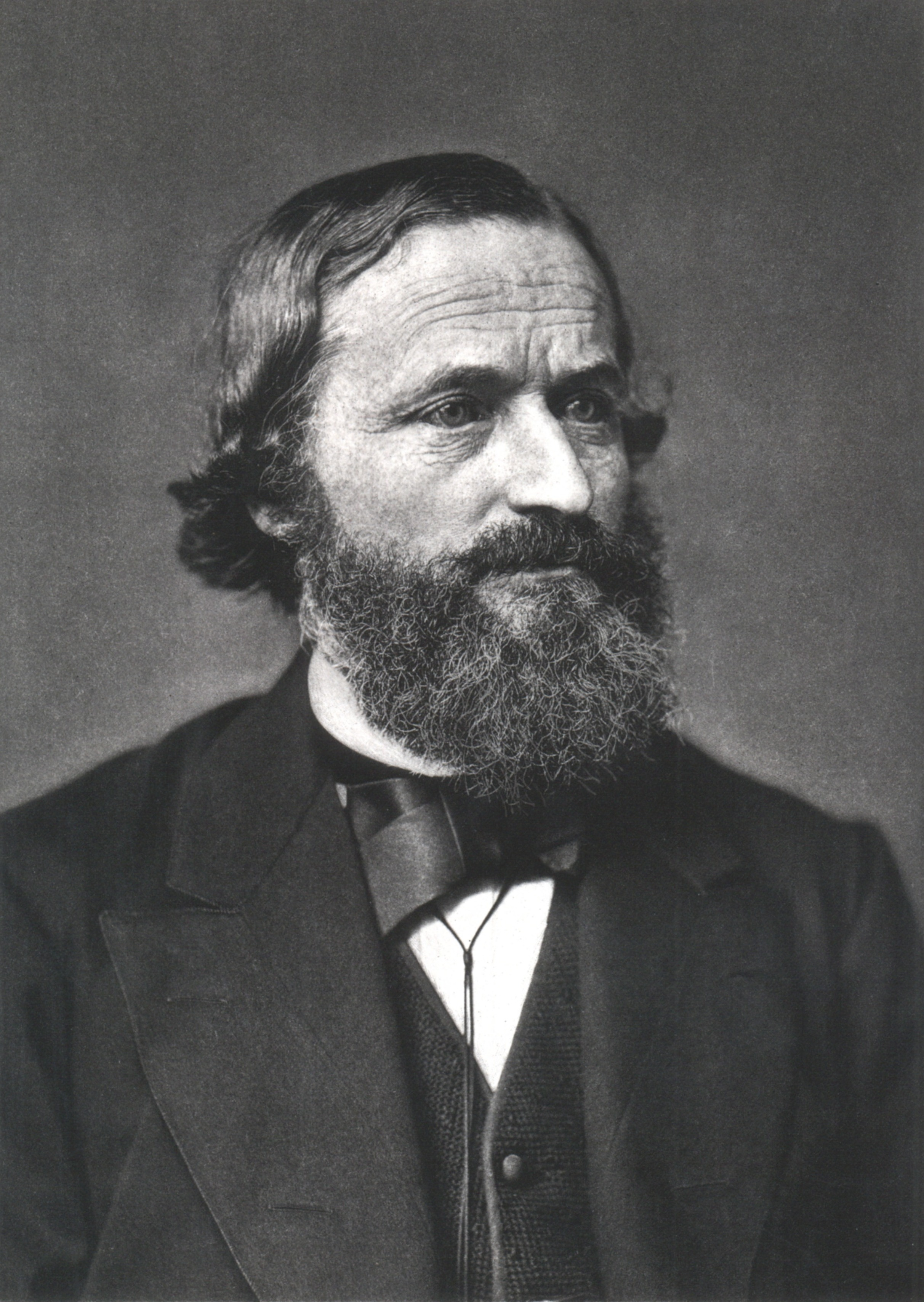
Gustav Kirchhoff

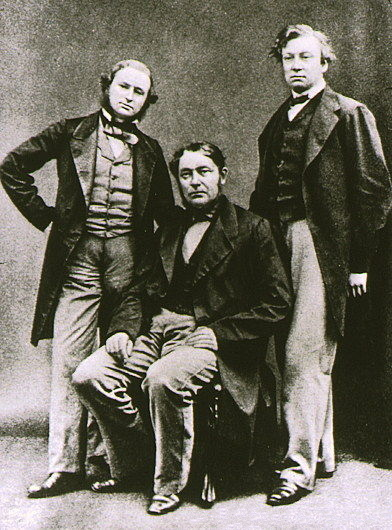
Kirchhoff (links), zusammen mit Robert Bunsen (Mitte) und Henry Enfield Roscoe (1862)

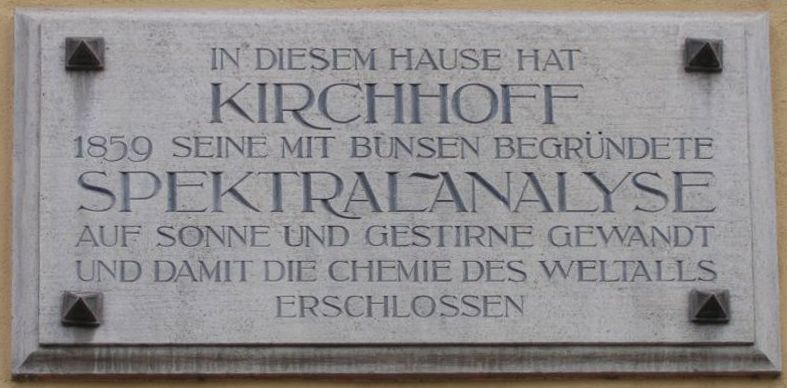
Gedenktafel in Heidelberg, Hauptstraße 52

Gedenkmarke zum 150. Geburtstag

Gustav Robert Kirchhoff (* 12. März 1824 in Königsberg (Preußen); † 17. Oktober 1887 in Berlin) war ein deutscher Physiker, der sich insbesondere um die Erforschung der Elektrizität verdient gemacht hat. Bekannt ist er heute vor allem durch die kirchhoffschen Regeln, grundlegende Gesetze der Elektrotechnik-Lehre. Mit Robert Bunsen entwickelte er 1859 die Spektralanalyse.

## Herkunft
Seine Eltern waren der Justizrat und Landrichter in Königsberg Carl Friedrich Kirchhoff und dessen Ehefrau Johanne Henriette Wittke. Sein Bruder Carl († 1893) war Reichsgerichtsrat.

## Leben
Gustav Robert Kirchhoff studierte von 1842 bis 1847 Mathematik und Physik an der Universität Königsberg unter anderem bei Franz Neumann und Friedrich Julius Richelot. Von 1850 bis 1854 war er an der Universität Breslau tätig, wechselte dann an die Universität Heidelberg (wo er 1865/66 Prorektor war) und kam 1875 als Professor für theoretische Physik an die Universität Berlin. Diese Stelle hatte er bis 1886 inne.
1864 wurde er in die American Philosophical Society und 1870 in die American Academy of Arts and Sciences gewählt. Ab 1861 war er Mitglied der Preußischen Akademie der Wissenschaften. 1862 wurde er als auswärtiges Mitglied in die Göttinger Akademie der Wissenschaften und als korrespondierendes Mitglied in die Russische Akademie der Wissenschaften in Sankt Petersburg aufgenommen. 1868 wurde er Ehrenmitglied (Honorary Fellow) der Royal Society of Edinburgh und assoziiertes Mitglied der Académie royale des Sciences, des Lettres et des Beaux-Arts de Belgique, 1870 korrespondierendes Mitglied der Académie des sciences in Paris und 1875 auswärtiges Mitglied der Royal Society, deren Rumford-Medaille (1862) und Davy-Medaille (1877) er erhielt.
Im Jahr 1876 erhielt er die Cothenius-Medaille der Leopoldina, 1883 wurde er Mitglied der National Academy of Sciences und 1884 der Königlich Niederländischen Akademie der Wissenschaften.
1857 heiratete er Clara Richelot (* 1838; † 1869), eine Tochter des Königsberger Mathematikers Friedrich Julius Richelot. Mit ihr hatte Kirchhoff die beiden Söhne Paul (* 1858; † 1904) und Gustav (* 1859; † 1943) und die beiden Töchter Julia (* 1860; † 1932) und Evelina (* 1868; † 1939), die in Heidelberg geboren wurden und das Erwachsenenalter erreichten. Der 1864 geborene Sohn Friedrich Adolf starb nach einem dreiviertel Jahr. Die aus dieser Ehe stammende Tochter Paula (* 1860; † 1932) war ab 1881 mit dem seit 1878 verwitweten Geologen Wilhelm von Branca verheiratet, dessen erste Ehefrau Catharina (* 1850; † 1878) die Tochter von Hermann von Helmholtz war.

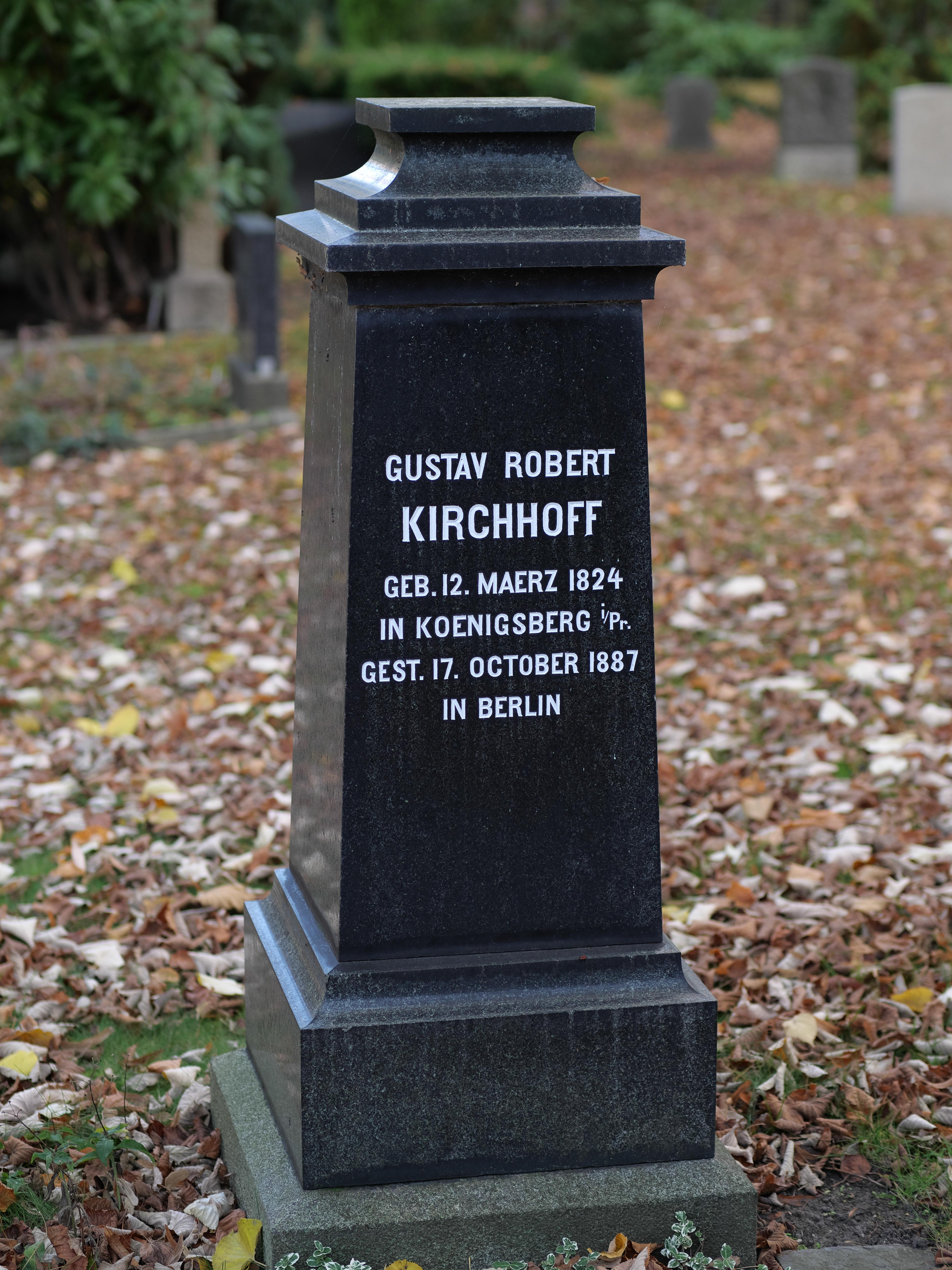
Grab auf dem Alten St.-Matthäus-Kirchhof in Berlin-Schöneberg; Koordinaten des Grabes:

Nach dem Tod seiner ersten Frau heiratete er 1872 Luise Brömmel, die an der Heidelberger Augenklinik beschäftigt war. Kirchhoffs Grab befindet sich auf dem Alten St.-Matthäus-Kirchhof in Berlin-Schöneberg. Es ist seit 1956 als Ehrengrab der Stadt Berlin gewidmet.

## Wirken
Kirchhoff ist bekannt für seine Regeln der elektrischen Stromkreise zur Beschreibung der Abhängigkeit von elektrischer Spannung, elektrischem Strom und elektrischem Widerstand, die er 1845 fand. Diese sogenannten Kirchhoffsche Regeln sind fundamental für Aufbau und Analyse elektrischer Schaltungen sowie die Elektrotechnik allgemein. Entdeckt wurden sie allerdings schon 1833 von Carl Friedrich Gauß bei seinen Experimenten zur Elektrizitätslehre.
Kirchhoff entdeckte 1861 zusammen mit Robert Wilhelm Bunsen bei der Spektralanalyse des Mineralwassers der neu erschlossenen Maxquelle in Dürkheim die Elemente Caesium und Rubidium. Durch ihre Studien wurde es zudem möglich, die Fraunhoferlinie zu erklären und somit eine der wesentlichen Grundlagen der modernen Astronomie zu schaffen
Das Kirchhoffsche Strahlungsgesetz besagt: Materie gleich welcher Art sendet bei Erhitzung eine kontinuierliche Strahlung aus, die je nach der Temperatur unsichtbar oder sichtbar ist. Diese Strahlung nennt man Temperatur- oder Wärmestrahlung. An eine ausgedehnte experimentelle Untersuchung dieses Gesetzes war zunächst nicht zu denken, da die Mittel für die Messung hoher Temperaturen und kleiner Strahlungsenergie fehlten. Die weitreichende Bedeutung wurde jedoch sofort erkannt. Das daraus entwickelte Konzept des Schwarzen Körpers führte schließlich zur Quantenphysik.
Kirchhoff beschäftigte sich auch mit der Plattentheorie; der Piola-Kirchhoff-Spannungstensor, die Kirchhoff-Love-Hypothese und die sogenannten Kirchhoff-Platten erinnern daran.
Kirchhoff bildete keine Schule, aber er brachte durch sein Vorbild manchen Physiker auf den Weg, so den ungarischen Physiker und Geophysiker Loránd Eötvös.

## Ehrungen
Der Mondkrater Kirchhoff und der Asteroid (10358) Kirchhoff sind nach ihm benannt, ebenso das „Kirchhoff-Institut für Physik“ (KIP) der Universität Heidelberg. Am 15. Februar 1974 gab die Deutsche Bundespost Berlin anlässlich seines 150. Geburtstages eine Sonderbriefmarke (MiNr. 465) heraus. In Berlin-Adlershof, Bad Dürkheim und in Heidelberg trägt eine Straße seinen Namen.

## Schriften (Auswahl)
- Chemische Analyse durch Spectralbeobachtungen. In: Annalen der Physik und Chemie. Band 110 (=186), Nummer 6, 1860, S. 161–189 (mit Robert Bunsen. Digitale Ausgabe. Univ. Heidelberg, 2013).
- Chemische Analyse durch Spectralbeobachtungen. Zweite Abhandlung. In: Annalen der Physik und Chemie. Band 113 (=189), Nummer 7, 1861, S. 337–381 (mit Robert Bunsen. Gallica)
- Über das Ziel der Naturwissenschaften. Prorektoratsrede an der Universität Heidelberg am 22. November 1865. (Digitale Ausgabe. Univ. Heidelberg, 2013)
- Gesammelte Abhandlungen. Johann Ambrosius Barth, Leipzig 1882 (Herausgegeben von Ludwig Boltzmann).
- Gesammelte Abhandlungen. Nachtrag. Johann Ambrosius Barth, Leipzig 1891 (Herausgegeben von Ludwig Boltzmann).
- Vorlesungen über mathematische Physik. 4 Bände, B. G. Teubner, Leipzig 1876–1894.
  - Band 1: Mechanik. 1. Auflage. B. G. Teubner, Leipzig 1876 (online).
  - Band 2: Mathematische Optik. B. G. Teubner, Leipzig 1891 (Herausgegeben von Kurt Hensel, online).
  - Band 3: Electricität und Magnetismus. B. G. Teubner, Leipzig 1891 (Herausgegeben von Max Planck, online).
  - Band 4: Theorie der Wärme. B. G. Teubner, Leipzig 1894 (Herausgegeben von Max Planck, online(nicht mehr erreichbar)).